# Sylwia Majkowska-Szulc
Sylwia Majkowska-Szulc – polska prawnik, doktor habilitowany nauk społecznych w dyscyplinie nauki prawne, profesor uczelni w Uniwersytecie Gdańskim, specjalność naukowa: prawo Unii Europejskiej.
W 1999 uzyskała dyplom magistra prawa na Wydziale Prawa i Administracji Uniwersytetu Gdańskiego oraz dyplom licencjata filologii w zakresie nauczania języka francuskiego w Kolegium Kształcenia Nauczycieli Języków Obcych tegoż Uniwersytetu. W 2002 została zatrudniona jako asystent w Katedrze Prawa Europejskiego i Komparatystyki Prawniczej na Wydziale Prawa i Administracji UG. W 2004 na podstawie rozprawy pt. Wpływ Europejskiego Trybunału Sprawiedliwości na rozwój prawa europejskiej integracji (napisanej pod kierunkiem Zdzisława Brodeckiego) otrzymała stopień naukowy doktora nauk prawnych (dyscyplina: prawo, specjalność: prawo Unii Europejskiej). W 2014 również na tym Wydziale na podstawie dorobku naukowego oraz rozprawy pt. Teoria celu prawa Unii Europejskiej uzyskała stopień doktora habilitowanego w dziedzinie nauk społecznych w dyscyplinie nauki prawne. W 2019 została profesorem uczelni w Uniwersytecie Gdańskim, a w 2020 - kierownikiem Zakładu Prawa Prywatnego Międzynarodowego w Katedrze Prawa Cywilnego na Wydziale Prawa i Administracji UG.
Od 2011 pełni funkcję sekretarza – członka Zarządu Polskiego Stowarzyszenia Prawa Europejskiego.